# Локшин, Рафаил Александрович
Рафаил Александрович Локшин (1911—2001) — советский хозяйственный, государственный и политический деятель, профессор, доктор экономических наук.

## Биография
Родился в 1911 году в Рославле. Член КПСС с 1940 года.
С 1929 года — на хозяйственной, общественной и политической работе. В 1929—1946 годах — экономист-плановик, участник Великой Отечественной войны (в Москве вступил добровольцем в народное ополчение Куйбышевской дивизии, начальник оргучётного управления Упродснаба Западного фронта, майор интендантской службы), ответственный работник Госплана СССР, специалист по проблемам розничного товарооборота, спроса и предложения, заместитель начальника, начальник отдела Госплана СССР.
За 7-томный научный труд «История социалистической экономики СССР» (1976—1980) был удостоен в составе коллектива Государственной премии СССР в области науки 1982 года.
Автор монографий «Советская торговля в период перехода к коммунизму» (1964), «Спрос, производство, торговля» (1975)
Умер в Москве в 2001 году.

## Семья
- Сестра — Хеся Александровна Локшина (1902—1982), кинорежиссёр и сценарист.
- Сын — Александр Рафаилович Локшин (род. 1936), авиаконструктор.
- Сын — Геннадий Рафаилович Локшин (род. 1938), физик, доктор физико-математических наук, профессор МФТИ.